# Перевозники (Волгоградская область)
Перевозники (нем. Neu-Balzer) — исчезнувшее село в Жирновском районе Волгоградской области.
Село находилось в лесостепи, в пределах Приволжской возвышенности, являющейся частью Восточно-Европейской равнины, на правом берегу реки Перевозинка (левый приток Медведицы).

## История
Основано как дочерняя колония Ней-Бальцер в 1863 году (официальное русское название - Перевозинка). В составе Сосновского колонистского округа, с 1871 года Олешинской, затем Линёво-Озёрской волости Камышинского уезда Саратовской губернии. Основатели - выходцы из колонии Бальцер
Село относилось сначала к евангелическому приходу Диттель.
С 1918 года в составе Медведицкого района Голо-Карамышского уезда Трудовой коммуны (Области) немцев Поволжья; с 1922 — Медведицко-Крестово-Буеракского (в 1927 году переименован во Франкский) кантона АССР немцев Поволжья; административный центр Ней-Бальцерского сельского совета (в 1926 году в сельсовет входили село Ней-Бальцер, хутор Гуккерталь). В голод 1921 года родилось 48 человека, умерло 54. В 1926 году имелись сельсовет, кооперативная лавка, начальная школа, передвижная библиотека. В период коллективизации организован колхоз "Ленинс Верк".
В 1927 году постановлением ВЦИК «Об изменениях в административном делении Автономной С. С. Р. Немцев Поволжья и о присвоении немецким селениям прежних наименований, существовавших до 1914 года» селу Перевозинка Франкского кантона присвоено название Ней-Бальцер.

В сентябре 1941 года немецкое население было депортировано. После ликвидации АССР немцев Поволжья село, как и другие населённые пункты Франского кантона, вошло в состав Сталинградской области (кантон преобразован в Медведицкий район, с 1959 года — Жирновский район). В 1942 году Ней-Бальцерский сельсовет переименован в Перевозниковский. Решением облисполкома от 31 марта 1944 года № 10 § 30 «О переименовании населённых пунктов Сталинградской области, носящих немецкие названия» село Ней-Бальцер Медведицкого района переименовано в село Перевозники. В 1954 году Перевозниковский сельсовет был ликвидирован. Исключено из учётных данных Решением исполкома Волгоградского облсовета от 10 января 1973 года № 2/21 «Об исключении из учетных данных населенных пунктов области» .

## Население
Динамика численности населения по годам:
| 1886 | 1894 | 1904 | 1911 | 1920 | 1922 | 1926 | 1931 |
| ---- | ---- | ---- | ---- | ---- | ---- | ---- | ---- |
| 489  | 596  | 792  | 944  | 888  | 922  | 992  | 1277 |

В 1931 году немцы составляли 100 % населения села.